# 瓦尼亞卡瓦山 (帕爾卡區)
17°50′19″S 69°53′15″W / 17.83861°S 69.88750°W
瓦尼亞卡瓦山（Waña Q'awa），是秘魯的山峰，位於該國南部塔克納大區，由塔克納省的帕爾卡區負責管轄，屬於安地斯山脈的一部分，海拔高度4,000米。